# 蒙陶里
蒙陶里是巴西南大河州的一个市镇。总面积82.077平方公里，总人口1583人，人口密度19.3人/平方公里。